# Puerto Peñasco
Puerto Peñasco é um município do estado de Sonora, no México.